# Diversity Day
"Diversity Day" é o segundo episódio da primeira temporada da série de televisão The Office. Escrito por B. J. Novak e dirigido por Ken Kwapis, foi ao ar pela primeira vez em 29 de março de 2005 nos Estados Unidos, na NBC.
Neste episódio, a polêmica imitação de Michael de uma piada de Chris Rock, "Niggas vs. Black People", força que a equipe se submeta a um seminário sobre diversidade racial. Um consultor chega para ensinar o time sobre tolerância e diversidade, mas Michael insiste em transmitir seu próprio conhecimento — irritando tanto o consultor quanto todo o pessoal do escritório – e cria sua própria palestra. Ele atribui a cada membro da equipe um papel com uma etnia diferente, reforçando esteriótipos. Enquanto isso, Jim luta para manter uma lucrativa extensão de contrato, mas Dwight faz a venda sozinho.
"Diversity Day" foi o primeiro episódio de The Office a apresentar roteiro original, já que o piloto continha muitas piadas da versão britânica. A gravação recebeu críticas positivas. Apesar disso, recebeu 2,7/6% nas classificações Nielsen entre pessoas de 18 a 49 anos e atraiu 6,0 milhões de espectadores no geral, perdendo quase metade de sua audiência da semana anterior.

## Sinopse
Em resposta à recitação de Michael da piada "Niggas vs. Black People" de Chris Rock, os escritórios corporativos da Dunder Mifflin enviam um representante (Mr. Brown) para realizar um seminário sobre diversidade. Depois que ele tenta repetidamente assumir a reunião, Brown explica que o treinamento foi puramente para Michael, que os outros funcionários foram incluídos apenas para não envergonhá-lo e que a empresa quer a assinatura dele confirmando que aprendeu sobre respeito das diversidades.
Michael acha isso um insulto e, em resposta, realiza sua própria reunião sobre diversidade. Ele mostra um breve vídeo sem sentido e instrui que todos prendam na testa papéis com diferentes etnias, reforçando esteriótipos para serem descobertas. Quando ele dá a Kelly um papel escrito "indiana", ela se ofende e lhe dá um tapa. Enquanto isso, Jim tenta renovar uma venda anual que equivalerá a um quarto de sua comissão anual, mas ele é prejudicado por Dwight. No entanto, durante o final da reunião sobre diversidade, Pam cochila em seu ombro, levando ele a concluir que, no entanto, "não foi um dia ruim".

## Produção

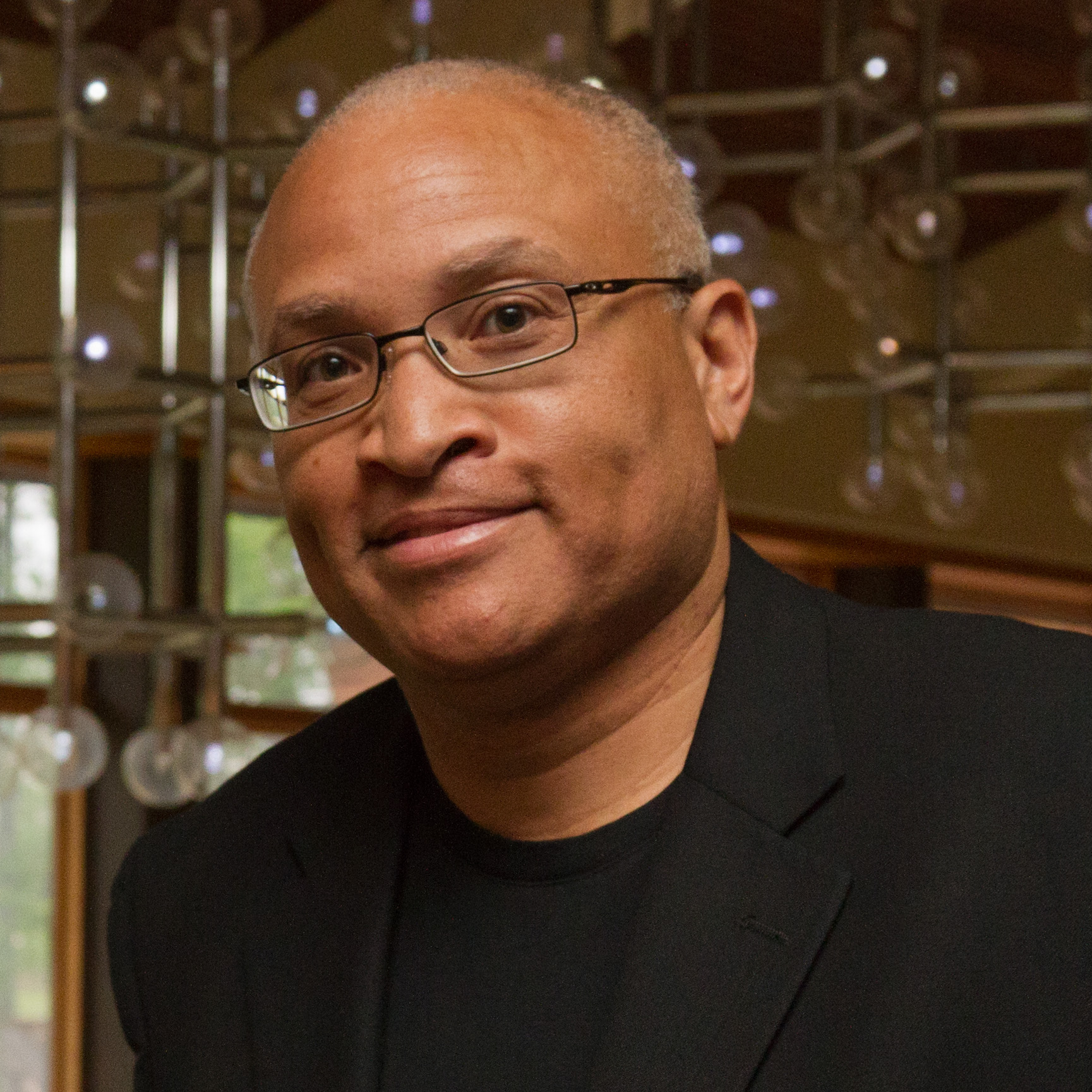
O episódio foi estrelado por Larry Wilmore como Mr. Brown

Larry Wilmore, que interpreta o consultor Mr. Brown, escreveu o episódio. Na leitura de mesa, eles ainda não haviam escalado um ator para o papel e Daniels pediu que Wilmore preenchesse a vaga. Após a leitura, o produtor Greg Daniels achou que ele era perfeito para o papel. No entanto, por causa de estipulações do Screen Actors Guild, os produtores ainda precisavam fazer com que Wilmore fizesse um teste formal com outros atores para o papel. Daniels também não sabia onde encaixar Mindy Kaling (Kelly) até o momento que Michael precisava levar um tapa de uma minoria. Sua personagem neste episódio, no entanto, está longe de ser alegre e tagarela que mais tarde se tornaria.
O segundo episódio da série foi o primeiro a apresentar roteiro predominantemente original, já que o piloto continha muitas piadas da série original britânica. Durante a gravação, uma ofensa racial falada por Michael teve que ser censurada pelos produtores da NBC. Daniels estava com medo de que a cena vazasse sem edição, então ele supervisionou pessoalmente a edição da cópia.
A cena em que Pam descansa a cabeça no ombro de Jim depois que Dwight roubou sua venda, ele sorri e diz "afinal, não foi um dia ruim", surgiu quando Daniels falou aos escritores sobre o desejo de ter pequenas interações entre os dois personagens. B. J. Novak acrescentou o momento. Paul Lieberstein não queria aparecer no episódio e o fez presumindo que seria uma única vez, mas Kevin Reilly ficou impressionado com seu trabalho e pediu que continuasse, levando à expansão de Toby Flenderson. Duas cenas que foram cortadas envolviam Michael respondendo Mr. Brown criando uma papel com o termo "incesto", e Jim substituindo o cartão com termo "asiático" de Dwight por "Dwight".

## Promoção
A NBC transmitiu a gravação pela internet em 16 de março de 2005, no MySpace, para promover a estreia do programa. Este foi o primeiro episódio completo de uma série disponível pela emissora e também incluiu uma versão reduzida para visualização sob demanda no dia seguinte. Greg Daniels observou mais tarde em uma entrevista ao Uproxx que reduzir para os 12 minutos exigidos "era quase impossível" e que ele já havia "suado muito" durante o processo de diminuir para 22 minutos.

## Recepção

### Audiência
"Diversity Day" estreou na NBC em 29 de março de 2005. Embora o episódio piloto tenha atraído mais de onze milhões de espectadores, o segundo perdeu mais da metade da audiência em comparação ao anterior. Recebeu 2,7/6% nas classificações Nielsen entre pessoas de 18 a 49 anos, o que significa que 2,7% de todas pessoas dessa faixa assistiram ao episódio e 6% de todas que assistiram TV no momento. O episódio atraiu 6,0 milhões de espectadores no geral. A gravação, que foi ao ar depois de Scrubs, manteve 90% de seu público inicial. Além disso, "Diversity Day", junto com os outros episódios da primeira temporada de The Office, obtiveram a maior audiência de terça à noite da NBC desde 1 de fevereiro de 2005.

### Críticos
Ao contrário da resposta morna ao piloto, "Diversity Day" recebeu críticas positivas. Entertainment Weekly deu uma avaliação positiva, destacando a cena quando "o consultor de diversidade afro-americano se apresenta como Mr. Brown, e Scott lhe garante 'Eu não vou te chamar assim.'" Ricky Gervais (o protagonista da série britânica) afirmou que, em comparação com a versão do Reino Unido, foi "tão bom. Adoro o fato de que, tirando o primeiro, os roteiros são todos originais. Voltaram ao modelo de quais são os personagens e começaram a partir daí, em vez de copiar qualquer coisa". A revista Rolling Stone nomeou a cena em que Michael mostra ao escritório seu vídeo de diversidade como o terceiro maior momento de The Office.
Erik Adams da A.V. Club concedeu ao episódio um "B+" e sentiu que, como o programa perdeu espectadores na primeira temporada, as histórias melhoraram e "Diversity Day" é um exemplo dessa tendência. Ele observou que este seria "um dos episódios definidores da série, que deu um toque mais esperançoso às falas originais de The Office". No entanto, Adams notou que Michael ainda era muito agressivo e que a segunda temporada apresentou um personagem suavizado para finalmente ser adorável pelo público. Por seu trabalho neste episódio, B. J. Novak foi indicado ao Writers Guild of America Award de Melhor Roteiro em Episódio de Comédia.
Em 22 de agosto de 2021, o canal Comedy Central retirou o episódio de suas reprises. No entanto, ele permanece no ar na Freeform e está disponível no Peacock, o serviço de streaming da NBCUniversal.